# Кашубски език
Кашубски език (на кашубски: kaszëbsczi jãzëk, pòmòrsczi jãzëk, kaszëbskò-słowińskô mòwa; на полски: język kaszubski) е западнославянски език. Говори се в Кашубия, Република Полша.
Предполага се, че се е развил, когато някои племена, наречени кашубяни, се заселват в района на Померания, на южния бряг на Балтийско море между реките Висла и Одер.
Близък език е до словинския, и двата са диалекти на Померания. Много езиковеди го считат за диалект на полския език.
Подобно на полския, в кашубския има много заемки от немски като kùńszt (изкуство).
Първите писмени документи на кашубски датират от края на 16 век. Модерният правопис е предложен за пръв път през 1879 г.
По данни от преброяването от 2005 г. 53000 души в Полша използват кашубски език, за да разговарят помежду си. Всички говорещи кашубски владеят и полски език. В някои училища в Полша кашубският език се изучава като предмет. Хората в поморското войводство говорят кашубски.